# 米斯維爾 (明尼蘇達州)
米斯維爾（英語：Miesville，/ˈmiːzvɪl/ MEEZ-vil）是一個位於美國明尼蘇達州達科他縣的城市。

## 人口
根據2020年美國人口普查的數據，米斯維爾的面積為4.52平方千米，當中陸地面積為4.52平方千米，而水域面積為0.00平方千米。當地共有人口138人，而人口密度為每平方千米31人。